# Conus lienardi
Conus leonardi hoặc Leonard's cone là một loài sophisticated ốc biển săn mồi, là động vật thân mềm chân bụng sống ở biển trong họ Conidae, họ ốc cối.

## Phân bố
Đây là một loài sống ởhải vực Ấn Độ Dương-Thái Bình Dương.

## Miêu tả
This species of cone snail has an orange and white patterned shell.

## Hình ảnh

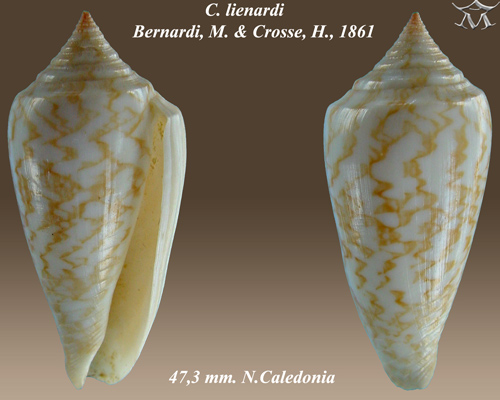